# Analizador de antena

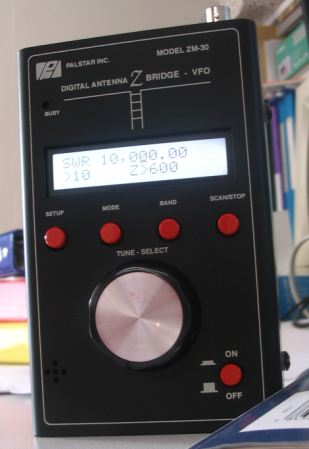
Analizador de antenas Palstar ZM-30 (2005), de un rango entre 1 y 30 MHz.

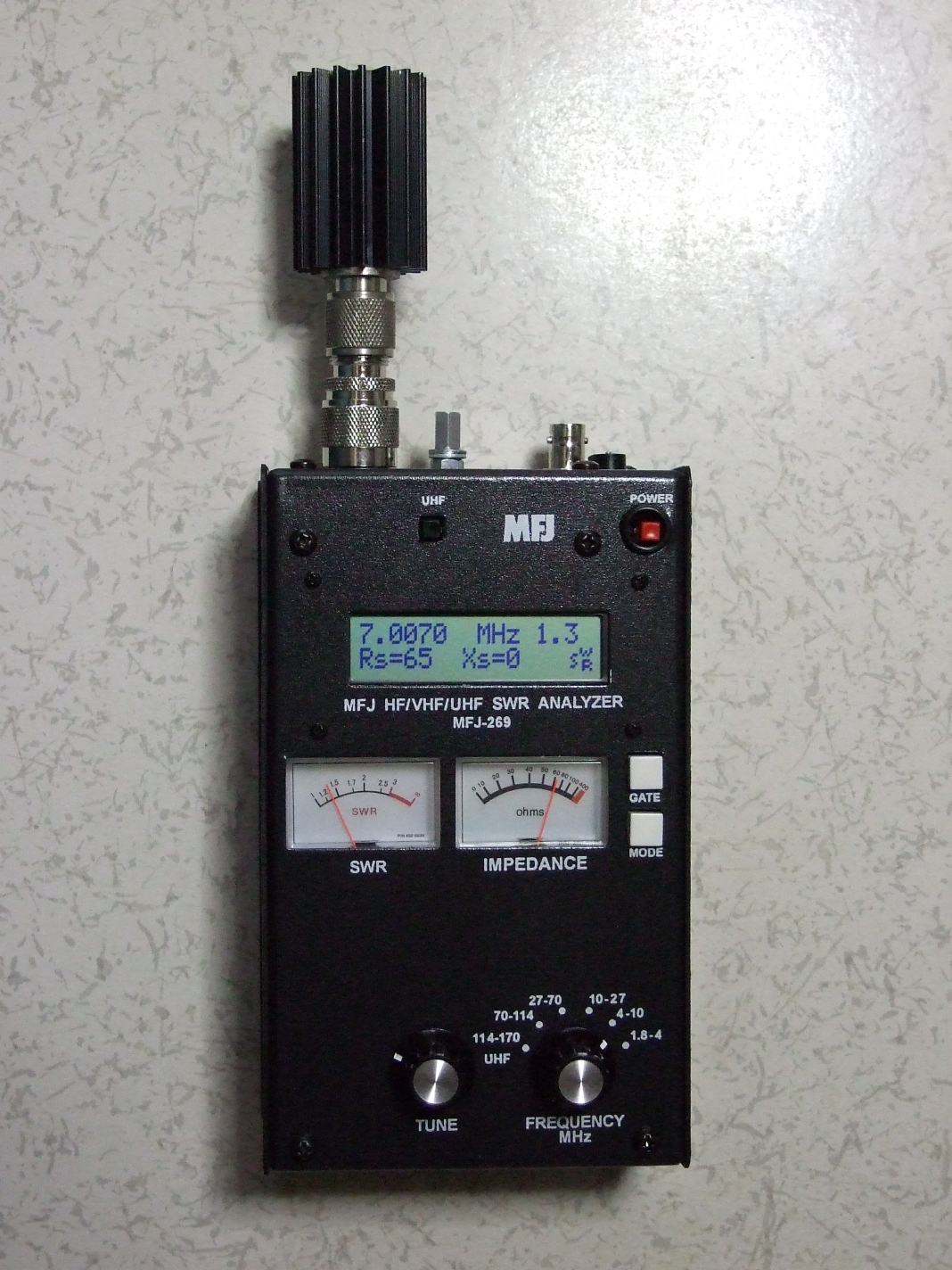
Analizador de antenas MFJ Enterprises modelo MFJ-269, midiendo una carga ficticia.

El analizador de antena es un dispositivo compuesto de dos componentes básicos:
- Un generador sinusoidal de radiofrecuencia, de frecuencia conocida
- Un puente de impedancias, donde una de las cuatro impedancias del puente es de la antena que se quiere medir.

Para una frecuencia dada, el analizador de antena tiene una serie de comandos que permiten variar las tres impedancias conocidas del puente, hasta obtener el equilibrio entre las cuatro impedancias.
Una vez establecido el equilibrio, entre las tres impedancias conocidas y la impedancia desconocida se establece una relación matemática simple que permite calcular la impedancia compleja de la antena.

## Componentes de un analizador de antenas
Un analizador de antenas está compuesto de un generador sinusoidal de radiofrecuencia -de frecuencia conocida-, y de un puente de impedancias.
El puente de ruido es una variante del analizador de antena, que en vez de generar una sola frecuencia sinusoidal, las genera todas.

### El generador sinusoidal
El generador sinusoidal puede construirse con distintas tecnologías. 
- Los generadores más antiguos usaban osciladores LC fabricados con válvulas de vacío; luego fueron reemplazados por osciladores LC a transistores.
- Los generadores más recientes utilizan circuitos digitales de síntesis de frecuencias para poder obtener sinusoides muy limpias -libres de armónicos- con precisiones del orden de la centésima de Hz; en estos aparatos, las frecuencias máximas utilizables son generalmente de hasta un tercio de la velocidad de reloj del circuito sintetizador de frecuencia.

El puente de impedancias es un arreglo de cuatro impedancias, dos en serie, en paralelo con otras dos en serie. Un microamperímetro (un valor de 500 mA es un valor típico) une ambas ramas por el punto medio de cada rama. El puente de impedancias es una generalización del puente de Wheatstone.
Para una frecuencia dada, cuando el valor de la corriente que atraviesa el microamperímetro es cero, se dice que el puente de impedancias está equilibrado. En ese caso - y sólo en ese caso-, una relación matemática relaciona las cuatro impedancias. Basta entonces conocer tres impedancias para poder calcular la cuarta.

## Lectura del valor de la impedancia
Los analizadores más antiguos utilizaban un microamperímetro para medir la corriente en el punto medio del puente de impedancias. El operador variaba manualmente las tres impedancias conocidas hasta que la corriente que atravesaba el punto medio se anulaba; a una frecuencia dada, una vez obtenido el equilibrio en el puente, una simple operación matemática permitía calcular la impedancia desconocida.
Algunos analizadores, como los MFJ 259 y 269, introducen un microprocesador que automáticamente varía las tres impedancias conocidas y calcula la impedancia desconocida. Estos analizadores de antenas son totalmente analógicos, y sólo tienen un convertidor analógico-digital (A/D) para permitir una lectura cómoda del valor calculado. Por esta razón no permiten saber el signo de la parte imaginaria de la impedancia, lo que prácticamente se traduce en la imposibilidad de saber si la antena es muy corta o muy larga con una sola medición.
Otros diseños más modernos, como el Palstar ZM-30, calculan automáticamente tanto la parte real como la parte imaginaria de la impedancia de la antena, así como el signo de la parte imaginaria.

## Usos del analizador de antena
Además de analizar antenas, pueden usarse para otros usos, como:
- calcular inductancias
- calcular capacitancias
- calcular el coeficiente de velocidad de un cable (bifilar o coaxial). Este valor de coeficiente de velocidad es sumamente importante para el desarrollo de algunas antenas, como la G5RV
- calcular el factor de mérito Q de una bobina
- calcular la función de transferencia de un filtro a cuarzo en escalera, en función de la frecuencia
- generador de frecuencia sinusoidal

## Límites de los analizadores de antenas
Los analizadores de antenas están expuestos a distintas perturbaciones en la medición:
- Existencia de emisoras de AM en onda media a proximidad (verificado en los analizadores MFJ)
- La existencia de un contacto entre el cuerpo del experimentador y el analizador (verificado en los analizadores Palstar ZM-30)
- Errores en el cálculo del signo de la antena (verificado en los analizadores Palstar ZM-30)
- La electricidad estática de una antena (sobre todo una antena sometida a fuerzas de fricción por el viento, y muy en particular, las antenas sostenidas por un globo o una cometa) puede destruir algunos aparatos como el Palstar ZM-30; el fabricante recomienda conectar la antena a masa antes de conectarla al aparato).
- En general, impedancias muy grandes o muy pequeñas son difíciles de medir, y sus valores deben ser tomados con prudencia. El analizador de antenas no reemplaza al sentido común.